# Sofía Maccari
Sofía Maccari (3 de julho de 1984) é uma jogadora de hóquei sobre a grama argentina que já atuou pela seleção de seu país.

## Olimpíadas de 2012
Sofía Maccari conquistou uma medalha de prata nas Olimpíadas de Londres de 2012. A seleção da Argentina terminou a fase inicial do torneio olímpico em primeiro lugar do seu grupo, com três vitórias em cinco jogos. Na semifinal, as leonas derrotaram as anfitriãs britânicas por 2 a 1. Mas na grande final, Sofía e suas companheiras de equipe não conseguiram evitar a derrota para os Países Baixos, que venceram por 2 a 0 e deixaram a Argentina com a prata.